# Elisabeth Lupka

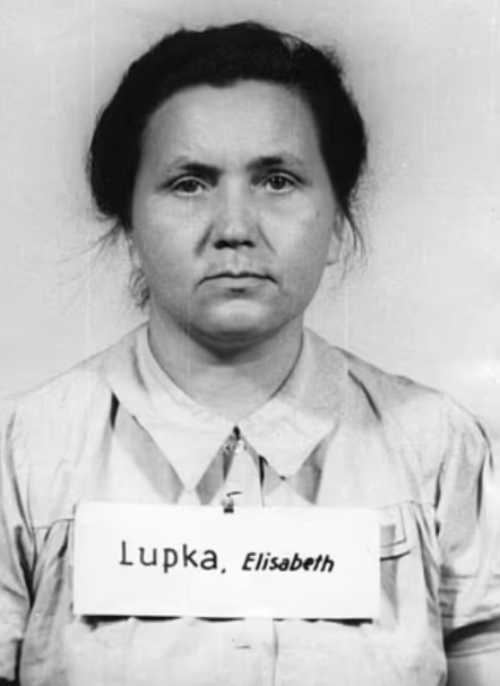
Elisabeth Lupka nach ihrer Verhaftung 1945

Elisabeth Lupka (* 27. Oktober 1902 in Klein Dammer; † 8. Januar 1949 in Krakau) war eine deutsche Aufseherin in verschiedenen Konzentrationslagern.

## Biografie
Lupka war seit 1934 verheiratet, die kinderlose Ehe wurde später geschieden. Ab 1937 arbeitete sie in der Luftfahrtindustrie. Ab 1942 absolvierte sie einen Lehrgang zur Aufseherin im KZ Ravensbrück und war dort bis Ende Februar 1943 als Aufseherin tätig. Von Anfang März 1943 bis zum Januar 1945 fungierte sie als Aufseherin im KZ Auschwitz-Birkenau, wo sie als Kommandoführerin im Aufnahmegebäude tätig war. Sie begleitete von dort im Januar 1945 einen Evakuierungsmarsch in das KZ Ravensbrück, wo sie bis zum April 1945 ebenfalls als Aufseherin eingesetzt war. 
Nach Kriegsende wurde Lupka am 6. Juni 1945 durch Angehörige der alliierten Truppen verhaftet und in ein Internierungslager eingewiesen. Nach ihrer Auslieferung an Polen wurde Lupka vor einem Distriktsgericht in Krakau wegen der Misshandlung von Häftlingen und der Teilnahme an Selektionen für die Gaskammer im KZ Auschwitz-Birkenau angeklagt. Am 6. Juli 1948 wurde sie zum Tod durch den Strang verurteilt und am 8. Januar 1949 im Krakauer Montelupich-Gefängnis hingerichtet. Ihr Körper diente in der Krakauer Universitätsklinik Jagielloński Medizinstudenten als Anschauungsmaterial.